# Uzovce
Uzovce (bis 1927 slowakisch „Usovce“ oder „Husovce“; ungarisch Úszfalva – bis 1907 Úszfalu) ist eine Gemeinde im Osten der Slowakei mit 537 Einwohnern (Stand 31. Dezember 2024). Sie gehört zum Okres Sabinov, einem Kreis des Prešovský kraj, sowie zur traditionellen Landschaft Šariš.

## Geographie

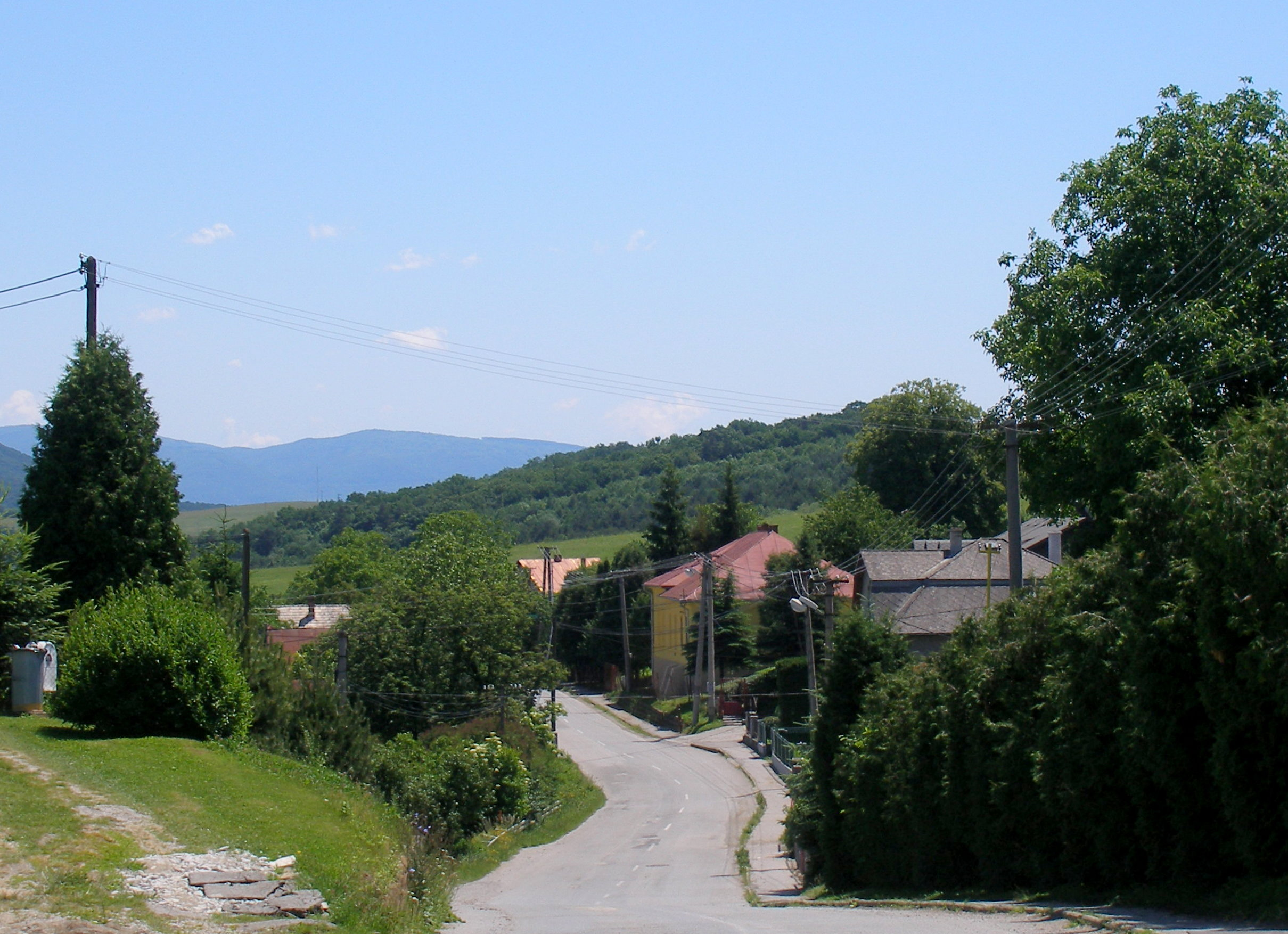
Uzovce

Die Gemeinde befindet sich im nördlichen Teil des Berglands Šarišská vrchovina unterhalb des Čergov-Gebirges im Einzugsgebiet der Torysa. Das Ortszentrum liegt auf einer Höhe von 473 m n.m. und ist neun Kilometer von Sabinov entfernt.
Nachbargemeinden sind Šarišské Sokolovce im Norden, Hubošovce im Osten, Gregorovce im Süden, Šarišské Michaľany im Südwesten und Jakubovany im Westen.

## Geschichte

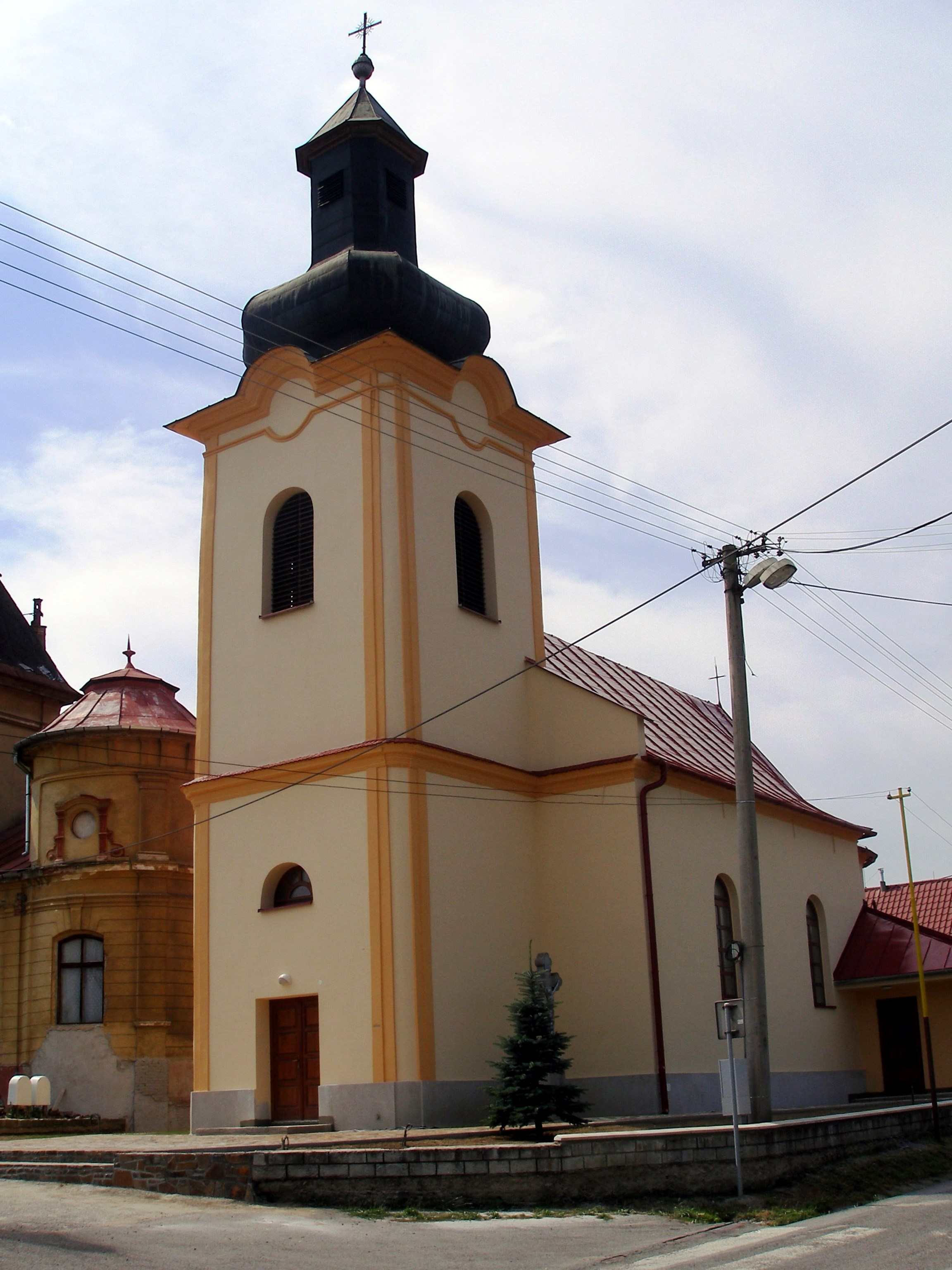
Kirche im Ort

Uzovce wurde zum ersten Mal 1280 als Uzfalua schriftlich erwähnt. 1427 wurde es in Höhe von 11 Porta besteuert und war bis zur ersten Hälfte des 19. Jahrhunderts Besitz der Familie Úsz. 1787 hatte die Ortschaft 23 Häuser und 239 Einwohner, 1828 zählte man 45 Häuser und 346 Einwohner, die als Landwirte und Leineweber beschäftigt waren. Gegen die Mitte des 19. Jahrhunderts wanderten viele Einwohner aus.
Bis 1918 gehörte der im Komitat Sáros liegende Ort zum Königreich Ungarn und kam danach zur Tschechoslowakei beziehungsweise heute Slowakei. Bis 1946 arbeitete eine Brennerei in Uzovce.

## Bevölkerung
| Jahr                | 1994 | 2004    | 2014    | 2024    |
| ------------------- | ---- | ------- | ------- | ------- |
| Anzahl der Personen | 479  | 494     | 531     | 537     |
| Unterschied         |      | +3,13 % | +7,48 % | +1,12 % |

| Jahr                | 2023 | 2024    |
| ------------------- | ---- | ------- |
| Anzahl der Personen | 529  | 537     |
| Unterschied         |      | +1,51 % |

Nach der Volkszählung 2011 wohnten in Uzovce 525 Einwohner, davon 506 Slowaken, zwei Tschechen und ein Ukrainer. 16 Einwohner machten keine Angabe zur Ethnie.
489 Einwohner bekannten sich zur römisch-katholischen Kirche, 13 Einwohner zur griechisch-katholischen Kirche, drei Einwohner zur Evangelischen Kirche A. B. und zwei Einwohner zu den Zeugen Jehovas. Ein Einwohner war konfessionslos und bei 17 Einwohnern wurde die Konfession nicht ermittelt.

## Bauwerke und Denkmäler
- römisch-katholische Heilig-Kreuz-Kirche im klassizistischen Stil aus dem Jahr 1800
- Landschloss im historisierenden Stil aus dem letzten Drittel des 19. Jahrhunderts